# Monocentrus modestus
Monocentrus modestus är en insektsart som beskrevs av Capener 1972. Monocentrus modestus ingår i släktet Monocentrus och familjen hornstritar. Inga underarter finns listade i Catalogue of Life.